# Gemni-em-hat
Gemni-em-hat (simplement appelé Gemni) est un fonctionnaire dans l'Égypte antique, connu grâce à sa sépulture bien conservée, exhumée à Saqqarah. Gemni-em-hat vit à la fin de la Première Période intermédiaire ou au début du Moyen Empire.

## Sépulture

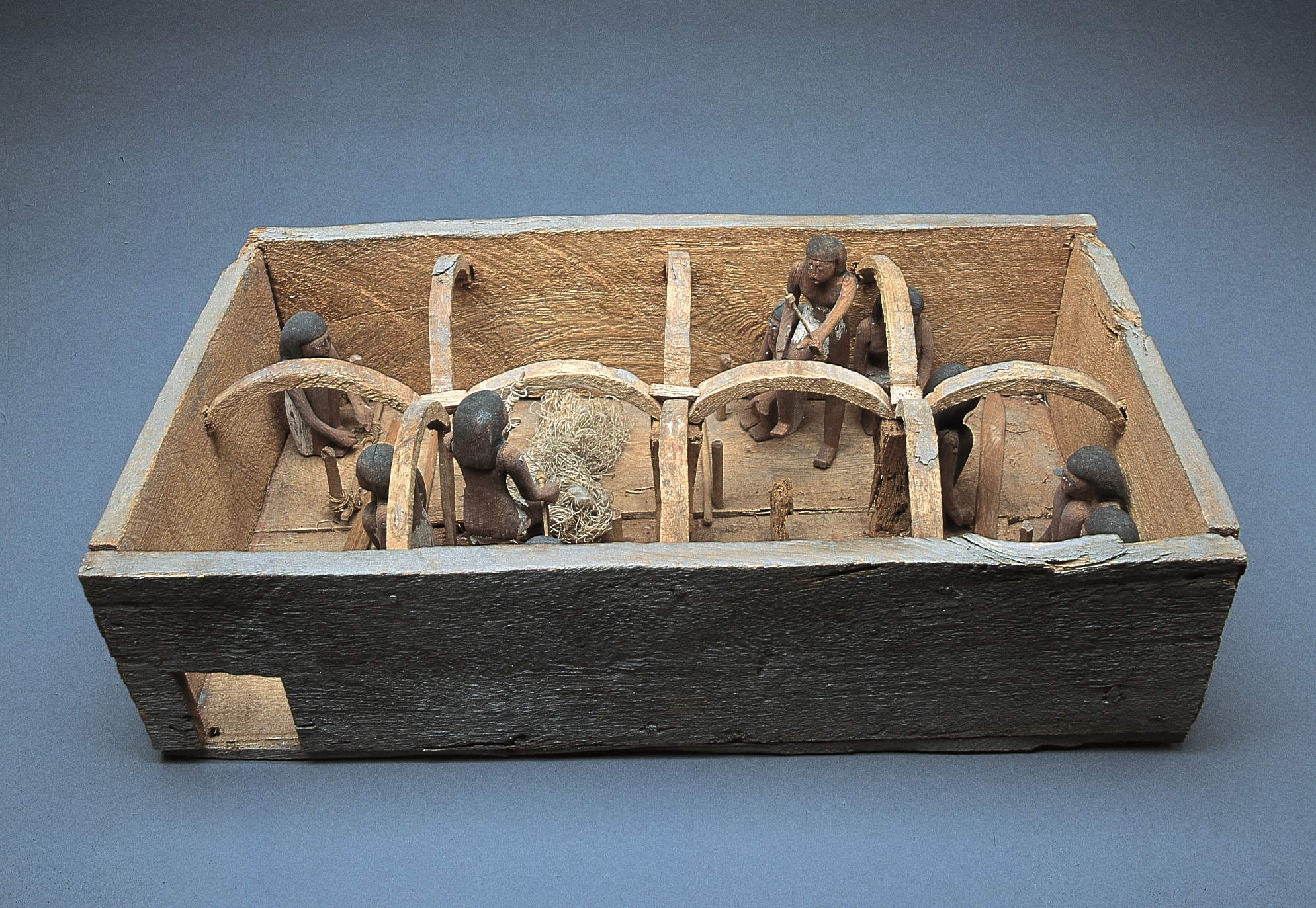
Maquette d'un atelier de tisserands trouvée dans la tombe de Gemni-em-hat.

Sa sépulture a été découverte par Cecil Mallaby Firth en 1921, qui a fouillé une partie des cimetières autour de la Pyramide de Téti. La sépulture de Gemni-em-hat a été trouvée au fond d'un puits et contenait deux cercueils décorés. La tête du défunt était recouverte d'un masque de momie. Autour des cercueils ont été trouvés de nombreuses maquettes en bois montrant la production de nourriture, deux femmes porteuses d'offrandes et une petite statue en bois de Gemni-em-hat. Ces objets se trouvent aujourd'hui à la Ny Carlsberg Glyptotek, bien que seul le cercueil intérieur ait pu être conservé. Au-dessus du sol se trouvait un petit mastaba en briques crues orné d'une fausse porte. Ici, Gemni-em-hat porte plusieurs titres, dont celui de « scelleur royal », d'« intendant », de « surveillant des greniers ». Il est également « prêtre funéraire » à la pyramide du roi Mérikarê.